# Liste des voies d'Hendaye
Cette page présente la liste (et la description éventuelle) des voies de la commune d'Hendaye, située dans les Pyrénées-Atlantiques, classées par catégories.

## Noms avec une date
- Rue du 19 Mars 1962
- Rue du 8 Mai
- Rue du 14 Juillet
- Rue du 11 Novembre

## Places
- Place de la Halle
- Place Pellot : maire de la ville (1815-1826).
- Place de la République

## Boulevards
- Boulevard de la Baie de Chingudy
- Boulevard de l'Empereur
- Boulevard du Général De Gaulle
- Boulevard du Général Leclerc
- Boulevard de la Mer

## Avenues
- Avenue d'Espagne
- Avenue de Lissardy : d'après Joseph Lissardy, maire de la ville (1855-1860).
- Avenue des Magnolias
- Avenue des Mimosas
- Avenue des Allées

## Ronds-Points
- Rond-point de la Chapelle
- Rond-point de la Floride
- Rond-point Jean Moulin
- Rond-point Simone Vilalta

## Rues
- Rue d'Aizpurdi
- Rue Salvador Allende
- Rue d'Artagnan
- Rue Atabala
- Rue de l'Autoport
- Rue Henri Barbusse
- Rue de Barrandéguy
- Rue des Basques
- Rue de Béhobie
- Rue de Belcénia
- Rue de Berecoetchea
- Rue de la Bergerie
- Rue Bernard
- Rue de Biaturénia
- Rue de la Bidassoa
- Rue Bigaréna
- Rue Bitartenia
- Rue Blanche Neige
- Rue Hélène Boucher
- Rue de Burugoria
- Rue Caneta
- Rue de la Carpe
- Rue des Cèdres
- Rue des Champs
- Rue des Chasseurs
- Rue de Chechenia
- Rue du Chemin de fer
- Rue des Chênes
- Rue des Chèvrefeuilles
- Rue de Chinchoenia
- Rue des Chipirons
- Rue de Chourienia
- Rue des Citronniers
- Rue des Clématites
- Rue Colbert
- Rue de la Colline
- Rue du Commerce
- Rue de la Conférence
- Rue des Corsaires
- Rue de la Côte
- Rue Jean Darbouet
- Rue des Déportés
- Rue Doléac
- Rue de Domingoenia
- Rue de Domingoenia Gainean
- Rue Dongoxenia
- Rue Henri Dunant
- Rue de l'École maternelle
- Rue de l'Église
- Rue Elissacilio
- Rue des Érables
- Rue Erdikoa
- Rue Ereta
- Rue Erotacillo
- Rue Jean-Baptiste Errecart : maire de la ville (1965-1981).
- Rue Errokeria
- Rue d'Errondenia
- Rue Escolandi
- Rue d'Espagne
- Rue de l'Est
- Rue Auguste Etchenausia : maire de la ville (1950-1953).
- Rue des Eucalyptus
- Rue des Évadés
- Rue Jérôme Faget
- Rue des Fermes
- Rue des Figuiers
- Rue des Flots
- Rue de la Fontaine
- Rue de Fontarabie
- Rue de la Forêt
- Rue du Général Michel Fourquet
- Rue Gainekoa
- Rue des Galiotes
- Rue de la Gare
- Rue Gasconenia
- Rue Gastagnalde
- Rue de la Glacière
- Rue Goyara
- Rue des Grenadiers
- Rue de la Guadeloupe
- Rue Guernica
- Rue Guynemer
- Rue de la Halle
- Rue de Hapetenia
- Rue André Hatchondo : maire de la ville après la Libération (1944-1947).
- Rue Haute
- Rue Hegoaik
- Rue de l'Île des Faisans
- Rue de l'Industrie
- Rue de l'Infante
- Rue Insura
- Rue d'Irandatz
- Rue d'Irun
- Rue Ithurria
- Rue Itsasoa
- Rue du Jaizquibel
- Rue des Jardins
- Rue des Jasmins
- Rue Joliot-Curie
- Rue du Labourd
- Rue Philippe Labourdette : maire de la ville (1947-1950).
- Rue Léon Lannepouquet : maire de la ville (1925-1944).
- Rue de Laparca
- Rue de Larroun
- Rue Maréchal de Lattre de Tassigny
- Rue des Lauriers
- Rue des Lauriers roses
- Rue du Lavoir
- Rue Lekueder
- Rue de la Libération
- Rue de la Liberté
- Rue des Lilas
- Rue Pierre Loti
- Rue Louis XIV
- Rue Marigorri
- Rue des Marins
- Rue de Mariacoenia
- Rue Marizabalenia
- Rue Mazarin
- Rue Mendiak
- Rue Mentaberry
- Rue Jean Mermoz
- Rue de Mocossorots
- Rue Mouchotte
- Rue des Mûriers
- Rue des Néfliers
- Rue Nekel-Egina
- Rue du Nord
- Rue Nouvelle
- Rue Olasso
- Rue des Oliviers
- Rue des Orangers
- Rue d'Orio
- Rue d'Othatz
- Rue d'Ouristy
- Rue Ouristycolanda
- Rue Parcheteguia
- Rue Laurent Pardo : maire de la ville (1953-1965)
- Rue du Commandant Passicot
- Rue Pasteur
- Rue Marcel Paul
- Rue de Pausoa
- Rue des Pêcheurs
- Rue Pellot
- Rue des Peupliers
- Rue des Pins
- Rue des Plaqueminiers
- Rue des Platanes
- Rue de la Pommeraie
- Rue du Pont
- Rue du Port
- Rue de Pohotenia
- Rue Priorenia
- Rue des Prunus
- Rue des Réservoirs
- Rue de la Rhune
- Rue Richelieu
- Rue des Roseaux
- Rue des Rosiers
- Rue de la Sablière
- Rue Saint-Exupéry
- Rue de Saint-Jean-de-Luz
- Rue San Martial
- Rue Santiago
- Rue du Saumon
- Rue des Sept Nains
- Rue du Siège
- Rue de Subernoa
- Rue des Tamaris
- Rue Tchit-Ondo
- Rue du Teilleria
- Rue de Terre-Neuve
- Rue Dominique Testavin
- Rue du Théâtre
- Rue du Trinquet
- Rue des Trois couronnes
- Rue des Tulipiers
- Rue du Tunnel
- Rue de Verdun
- Rue du Vieux Fort
- Rue Walt Disney
- Rue Zaldi
- Rue Zalditegia

## Chemins
- Chemin Anciola
- Chemin d'Ascoubia
- Chemin de la Barrière
- Chemin de Bihantenia
- Chemin Chacamarteguia
- Chemin de Chipienia
- Chemin du Cimetière
- Chemin de Dorrondeguy
- Chemin Maillarenia
- Chemin Moleres
- Chemin de Sopite
- Chemin du Teilleria

## Passages
- Passage Aiche Egina
- Passage Salvador Allende
- Passage de la Baie de Chingudy
- Passage Bigaréna
- Passage de Chacamarteguia
- Passage du Commerce
- Passage des Corsaires
- Passage de l'Est
- Passage de la Fontaine
- Passage de la Forte pente
- Passage de Hapetenia
- Passage Lissardy
- Passage Richelieu

## Impasses
- Impasse des Allées
- Impasse des Basques
- Impasse des Cèdres
- Impasse des Fermes
- Impasse Gastagnalde
- Impasse Imatz
- Impasse Santiago
- Impasse de Subernoa

## Escaliers
- Escalier de l'église
- Escalier d'Ouristy
- Escalier Pierre Loti
- Escalier des Seringats

## Autres types de voies
- Allées de Gaztelu-Zahar
- Clos des Lilas
- Quai de la Floride
- Route de la Corniche